# Премия XBIZ Europa лучшей исполнительнице года
Премия XBIZ/XMA Europa лучшей исполнительнице года (англ. XBIZ/XMA Europa Award for Female Performer of the Year) — ежегодная награда в области порноиндустрии, вручаемая компанией XBIZ лучшей европейской исполнительнице года. Была учреждена в 2018 году и вручается на церемонии XBIZ Europa Award, которая проходит в начале сентября в рамках торговой выставки, организованной компанией XBIZ.
Последней на данный момент обладательницей этой награды является венесуэльская актриса Агата Вега.

## Лауреаты и номинанты

### 2010-е годы
| Церемония/Год | Фото лауреата | Лауреат               | Номинанты |
| ------------- | ------------- | --------------------- | --- |
| 1-я (2018)    |               | Амира Адара · Венгрия | Анисса Кейт Анита Беллини Аполония Лапьедра Валентина Наппи Кеша Ортега Клеа Готье Кэти Хэйвен Миша Кросс Некане Свит Стелла Кокс Тина Кэй Хенесси Эйнджел Вики Элла Хьюз |
| 2-я (2019)    |               | Клеа Готье · Франция  | Амира Адара Анисса Кейт Аполония Лапьедра Валентина Наппи Джиа Лисса Жасмин Джей Миша Кросс Стелла Кокс Тина Кэй Тиффани Тейтум Хенесси Черри Кисс Эйнджел Вики Элла Хьюз |

### 2020-е годы
| Церемония/Год | Фото лауреата | Лауреат                       | Номинанты |
| ------------- | ------------- | ----------------------------- | --- |
| 3-я (2020)    |               | Джиа Лисса · Россия           | Амира Адара Анджелика Грейс Анисса Кейт Валентина Наппи Жасмин Джей Клеа Готье Лия Сильвер Миша Кросс Стэйси Крус Тина Кэй Тиффани Тейтум Черри Кисс Эйнджел Эмили Элла Хьюз                   |
| 4-я (2021)    |               | Черри Кисс · Сербия           | Алексис Кристал Анджелика Грейс Анна де Виль Валентина Наппи Китана Льюр Клеа Готье Лика Стар Лия Сильвер Меган Лопес Сибил Стэйси Крус Тина Кэй Тиффани Тейтум Хинебра Беллуччи               |
| 5-я (2022)    |               | Тиффани Тейтум (I) · Венгрия  | Агата Вега Амира Адара Анджелика Грейс Анна де Виль Зааваади Клеа Готье Лика Стар Литтл Каприс Лия Сильвер Лотти Мань Сибил Стэйси Крус Хинебра Беллуччи Черри Кисс                            |
| 6-я (2023)    |               | Тиффани Тейтум (II) · Венгрия | Агата Вега Айви Мэддокс Алексис Кристал Анджелика Грейс Анисса Кейт Анна де Виль Джиа Лисса Джозефин Джексон Зааваади Ив Свит Клара Миа Кэтрин Найт Скарлетт Джонс Черри Кисс                  |
| 7-я (2024)    |               | Агата Вега · Венесуэла        | Анджелика Грейс Валентина Наппи Вероника Леаль Джиа Лисса Джозефин Джексон Зааваади Ив Свит Келли Коллинз Клара Миа Кэтрин Найт / Лиа Лин Стефани Кайлер Тиффани Тейтум Шалина Дивайн          |
| 8-я (2025)    |               | TBA                           | Агата Вега Амира Адара Анита Ровер Вероника Леаль Ив Свит Келли Коллинз Клара Миа Клеманс Одиар Кэтрин Найт Литтл Каприс Мартина Смеральди Милан Чик Стефани Кайлер Тиффани Тейтум Эшби Уинтер |